# Djebel Hammimat
Djebel Hammimat är ett berg i Algeriet.   Det ligger i provinsen Oum El Bouaghi, i den norra delen av landet, 400 km öster om huvudstaden Alger. Toppen på Djebel Hammimat är 1 027 meter över havet, eller 138 meter över den omgivande terrängen. Bredden vid basen är 7,5 km.
Terrängen runt Djebel Hammimat är platt åt nordost, men åt sydväst är den kuperad. Runt Djebel Hammimat är det ganska tätbefolkat, med 93 invånare per kvadratkilometer. Närmaste större samhälle är Oum El Bouaghi, 13,0 km sydväst om Djebel Hammimat. Trakten runt Djebel Hammimat består till största delen av jordbruksmark.